# Achinós
Achinós (Achinos) är en ort i Grekland.   Den ligger i prefekturen Nomós Serrón och regionen Mellersta Makedonien, i den nordöstra delen av landet, 300 km norr om huvudstaden Aten. Achinós ligger 27 meter över havet och antalet invånare är 507.
Terrängen runt Achinós är platt åt nordost, men åt sydväst är den kuperad.Runt Achinós är det ganska glesbefolkat, med 22 invånare per kvadratkilometer. Närmaste större samhälle är Nigríta, 13,3 km väster om Achinós. Trakten runt Achinós består till största delen av jordbruksmark.